# Finn Juhlpriset
Finn Juhlpriset är ett danskt möbelpris, som inrättades 2003.
Priset är namngivet efter den danske arkitekten och formgivaren Finn Juhl. Det delas ut av Wilhelm Hansen-fonden årligen för insatser beträffande möbelformgivning, särskilt design av stolar. 
Mottagaren får 175.000 danska kronor. Utdelningen sker på konstmuseet Ordrupgaard i norr om Köpenhamn.

## Pristagare
- 2003 Maya Lin, konstnär, arkitekt
- 2004 Louise Campbell, formgivare
- 2005 Johannes Foersom och Peter Hiort-Lorenzen
- 2006 PP Møbler. som framför allt tillverkar möbler som ritats av Hans Wegner.
- 2007 Cecilie Manz
- 2008 Ronan och Erwan Bouroullec
- 2009 Hans Sandgren Jakobsen
- 2010 Kasper Salto
- 2011 Ditte Hammerstrøm
- 2012 Mathias Bengtsson, formgivare
- 2013 Snickeriavdelningen på Københavns Tekniske Skole
- 2014 Maria Wettergren, gallerist
- 2015 Stina Gam och Enrico Fratesi, möbelformgivare
- 2015 Christina Strand och Niels Hvass, möbelformgivare
- 2015 Line Dopping och Jakob Jørgensen, möbelformgivare
- 2016 Jonas Edvard, Astrid Krogh och Rasmus Fenhamn
- 2017 möbelformgivarna Isabel Ahm, Stine Weigelt och Christian Juhl
- 2018 arkitekterna Dorte Mandrup och Anders Abraham samt konsthistorikern Marie Louise Helveg Bøgh
- 2019 konstnärerna Anne Brandhøj och Eske Rex
- 2020 möbelformgivaren Jonas Lyndby Jensen och bildkonstnärerna Ben och Sebastian
- 2021 arkitekterna Sofia Trier Mørk och Lise Bjerre Schmidt samt formgivaren Maria Bruun